# Guy Charron
Guy Joseph Jean Charron (* 24. Januar 1949 in Verdun, Québec) ist ein ehemaliger kanadischer Eishockeyspieler und -trainer, der von 1969 bis 1981 für die Montréal Canadiens, Detroit Red Wings, Kansas City Scouts und Washington Capitals in der National Hockey League spielte. Später übernahm er als Trainer unter anderem das NHL-Team Mighty Ducks of Anaheim.

## Karriere
Charron spielte während seiner Juniorenzeit für die Montréal Junior Canadiens in der Ontario Hockey League. Er wurde nie gedraftet und sammelte in der Saison 1969/70 seine ersten Erfahrungen in der National Hockey League, als er in fünf Partien für die Montréal Canadiens zum Einsatz kam. Allerdings konnte er sich beim NHL-Team der Canadiens nie durchsetzen und verbrachte auch die folgenden zwei Jahre größtenteils bei deren damaligen Farmteam, den Montréal Voyageurs, in der American Hockey League. Nachdem er in nur 20 NHL-Spielen für die Canadiens zum Einsatz gekommen war, gaben ihn diese zusammen mit Mickey Redmond und Bill Collins an die Detroit Red Wings ab. Die Canadiens erhielten als Entschädigung den Außenstürmer Frank Mahovlich. Bei den Red Wings konnte sich Charron nach einem schwachen Start in den ersten zwei Jahren mit nur 37 Punkten in 88 Partien steigern und entwickelte sich zu einem wichtigen Spieler des Teams.
In der Saison 1973/74 erreichte er mit 55 Punkten seine beste Quote in Detroit. Nachdem er wieder enttäuschend in die folgende Spielzeit gestartet war und seine Punkteausbeute nicht den Ansprüchen der Red Wings genügte, gaben ihn die Verantwortlichen zu den Kansas City Scouts ab. Dabei wechselte sein Teamkollege Claude Houde ebenfalls nach Kansas City. Die Red Wings wurden dafür mit den drei Neuzugängen Bart Crashley, Ted Snell und Larry Giroux entsprechend entschädigt. Der Angreifer eroberte bei den Scouts sofort einen Stammplatz und hielt ihn auch in den folgenden zwei Spielzeiten inne. Obwohl er in 129 NHL-Spielen 113 Scorerpunkte für Kansas City erzielt hatte, verlängerten diese zum Saisonende 1975/76 seinen auslaufenden Vertrag nicht. Er unterschrieb am 1. September 1976 als Free Agent einen Vertrag bei den Washington Capitals. Der Kanadier konnte bei den Capitals sogleich mit starken Leistungen auf sich aufmerksam machen, er erzielte in der Saison 1976/77 insgesamt 82 Punkte für Washington. Charron gelang es auch in den folgenden zwei Jahren diese konstanten Leistungen zu erhalten, als er jeweils über 70 Punkte erreichte. Er erhielt von 1979 bis 1981 aufgrund seiner nachlassenden Leistungen weniger Spielpraxis und verließ im Sommer 1981 den Verein, nachdem er in seiner letzten Spielzeit bei den Capitals in 47 NHL-Partien nur 18 Scorerpunkte erzielt hatte.
Er erhielt jedoch bei keinem NHL-Team mehr einen Vertrag angeboten und wechselte für zwei Jahre zum EHC Arosa in die Schweiz. In der Saison 1982/83 absolvierte er noch 14 Partien für die New Haven Nighthawks in der American Hockey League. Obwohl er insgesamt zwölf Jahre ununterbrochen in der NHL gespielt hatte, konnte er sich nie mit einer NHL-Mannschaft für die Playoffs qualifizieren. Im Jahr 1983 beendete er seine aktive Karriere.
Charron blieb die ersten Jahre nach seinem Karriereende als aktiver Eishockeyspieler ohne feste Anstellung. Nachdem er als Trainer der kanadischen Juniorenauswahl 1990 den Weltmeistertitel erringen konnte, änderte sich dies, als er im selben Jahr zum Assistenztrainer der Calgary Flames ernannt wurde. Er behielt seinen Posten bis kurz vor dem Saisonende 1991/92. Nachdem der damalige Cheftrainer der Flames Doug Risebrough entlassen worden war, übernahm Charron das Amt bis zum Saisonende. In den letzten 16 Partien jener Saison resultierte eine knapp negative Bilanz von sechs Siegen, sieben Niederlagen und drei Unentschieden. Aufgrund der verpassten Qualifikation für die Playoffs wurde der Kanadier in der Folge wieder zum Assistent zurückgestuft. Neuer Cheftrainer wurde demnach sein Landsmann Dave King. Charron blieb bis ins Jahr 1995 als dessen Assistent der Flames tätig und wechselte später zu den New York Islanders.
Nach nur einem Jahr in New York übernahm er als Trainer für die Saison 1997/98 den deutschen Eishockeyverein Landshut Cannibals. Nach 48 Partien in der Hauptrunde konnte er mit 25 Siegen, 17 Niederlagen, vier Unentschieden und zwei Overtime-Niederlagen eine positive Bilanz aufweisen. Es gelang der Einzug in die Playoffs der Deutschen Eishockey Liga. In den Playoffs wurde das Halbfinale erreicht, in denen die Mannschaft den Eisbären Berlin unterlag. Charron verließ danach den Verein und kehrte in die Vereinigten Staaten zurück. Er unterschrieb einen Vertrag bei den Grand Rapids Griffins. Er übernahm das International-Hockey-League-Team für die folgenden zwei Jahre und führte es in der Spielzeit 1999/2000 bis in die Finalspiele der Playoffs. Die Mannschaft verlor in sechs Spielen gegen die Chicago Wolves. Durch seine Erfolge bei den Griffins weckte er das Interesse der NHL-Mannschaften und ersetzte schließlich während der Saison 2000/01 den entlassenen Craig Hartsburg bei den Mighty Ducks of Anaheim, nachdem er bei den Kaliforniern zuvor einige Monate bereits als Assistenztrainer tätig gewesen war.
Es gelang ihm nicht mehr das Ruder herumzureißen und die Mannschaft blieb hinter den Erwartungen zurück. Nach 49 Spielen, in denen Charron nur 14 Siege errungen hatte, musste er die Ducks aufgrund der Erfolglosigkeit des Teams wieder verlassen; die Mannschaft hatte die Playoffs klar verpasst. In den folgenden Jahren arbeitete er nicht als Cheftrainer, sondern übernahm bei seinen weiteren Stationen jeweils das Amt als Assistenz-Coach. Er arbeitete danach bei den Hull Olympiques, Montréal Canadiens, San Antonio Rampage und Florida Panthers.
Im November 2009 wurde er zum Cheftrainer der Kamloops Blazers ernannt.

## Erfolge und Auszeichnungen
- 1977 Teilnahme am NHL All-Star Game
- 1978 Bronzemedaille bei der Weltmeisterschaft
- 2000 Commissioner’s Trophy

## Karrierestatistik

### International
(Legende zur Spielerstatistik: Sp oder GP = absolvierte Spiele; T oder G = erzielte Tore; V oder A = erzielte Assists; Pkt oder Pts = erzielte Scorerpunkte; SM oder PIM = erhaltene Strafminuten; +/− = Plus/Minus-Bilanz; PP = erzielte Überzahltore; SH = erzielte Unterzahltore; GW = erzielte Siegtore; 1 Play-downs/Relegation; Kursiv: Statistik nicht vollständig)